# آیوز استیتس (فلوریدا)
آیوز استیتس (به انگلیسی: Ives Estates) یک منطقهٔ مسکونی در ایالات متحده آمریکا است که در شهرستان میامی-دید، فلوریدا واقع شده‌است. آیوز استیتس ۷٫۳ کیلومتر مربع مساحت و ۱۷٬۵۸۶ نفر جمعیت دارد و ۳ متر بالاتر از سطح دریا قرار دارد.